# Floridita
(Ernest Hemingway)

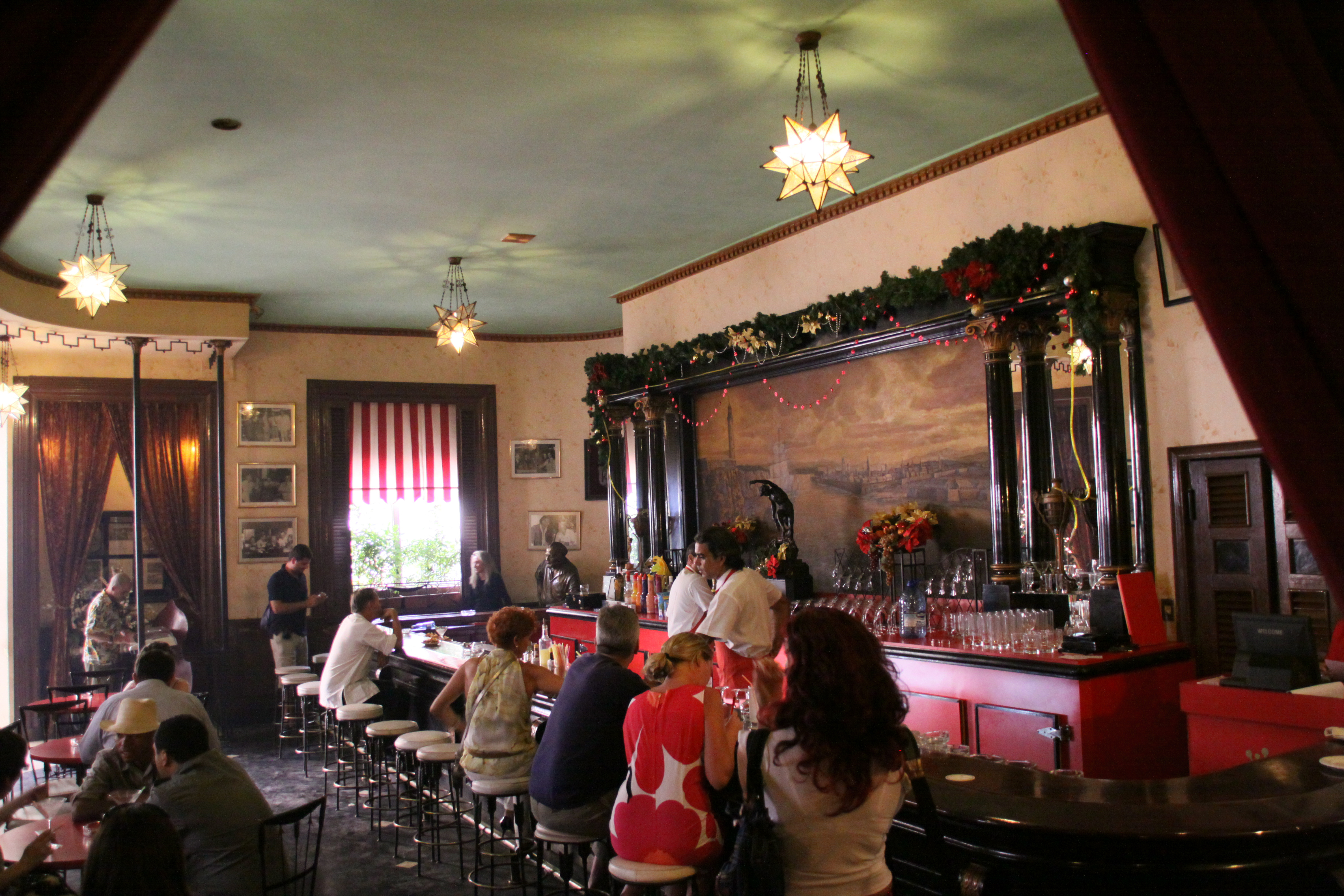
L'interno del bar

El Floridita o, più semplicemente, Floridita è uno storico ristorante di pesce e cocktail bar dell'Avana vecchia, situato all'incrocio tra Calle Obispo e Calle Monserrate, nei pressi del Museo nazionale delle belle arti. Il locale è celebre soprattutto per essere stato uno dei preferiti di Ernest Hemingway.

## Storia

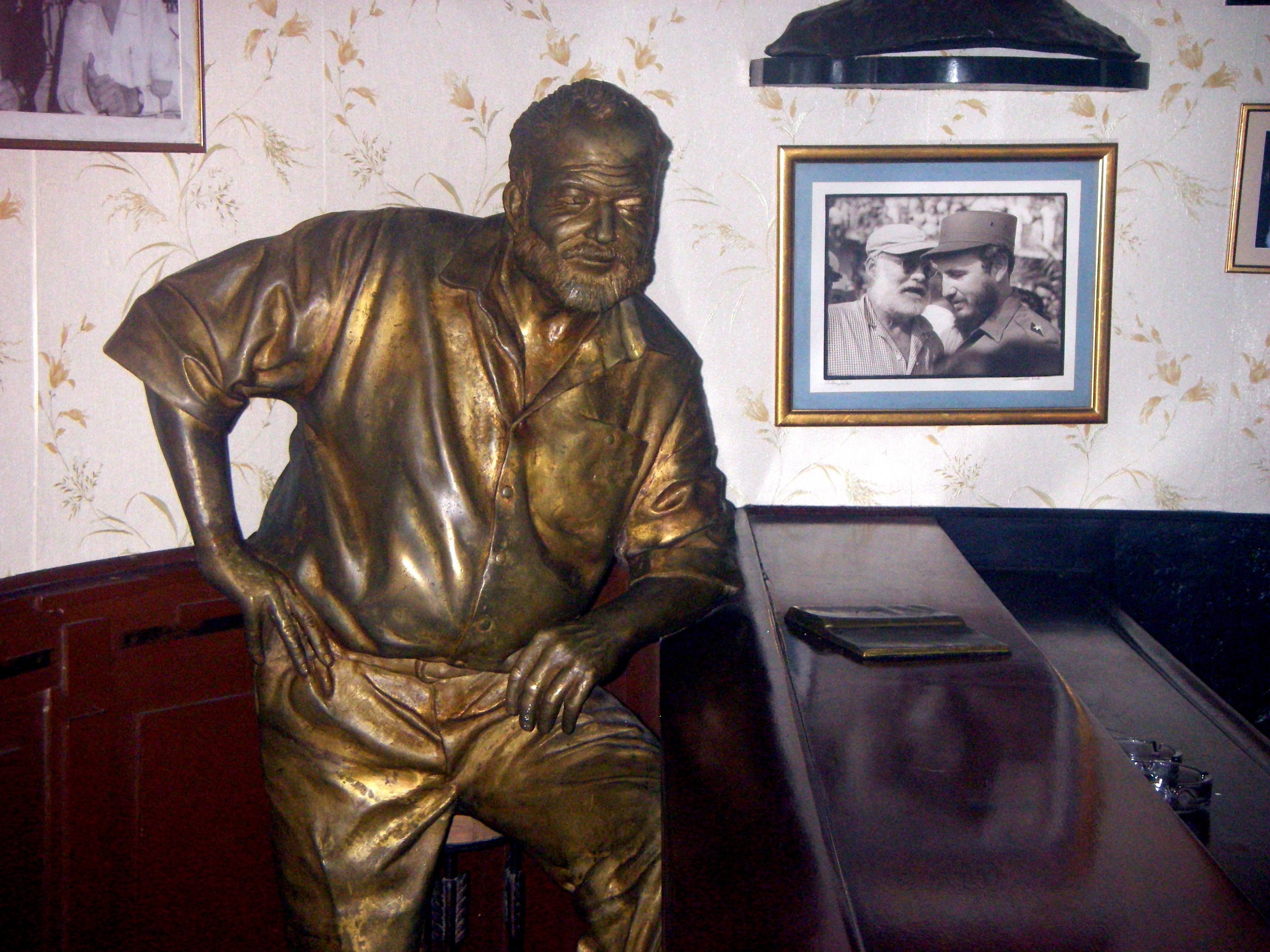
La statua di Hemingway all'interno del Floridita

Nello spazio occupato dal Floridita venne aperto un locale, chiamato "La Piña de Plata", già nel 1817. Quasi un secolo dopo il nome venne cambiato in "Florida", con il proposito di attrarre più clienti statunitensi., anche se rimase conosciuto come "Floridita" (con l'aggiunta del suffisso "-ita" che in spagnolo ha valore di diminutivo).
Nel 1914 Costantino Ribalaigua, immigrato di origine catalana, cominciò a lavorare al Florida e nel 1918 ne divenne proprietario. A lui viene accreditata l'invenzione del cocktail daiquiri negli anni trenta e a ciò si deve il soprannome dato al locale "la culla del daiquiri (la cuna del daiquiri in spagnolo).
Ernest Hemingway, che tra il 1932 e il 1939 alloggiò all'Avana nell'Hotel Ambos Mundos, poco distante dal Floridita, ne divenne assiduo frequentatore. Il suo legame con il locale è celebrato all'interno di questo con fotografie, cimeli, un suo busto e, dal 2003, una sua statua in bronzo a grandezza naturale, realizzata dall'artista cubano José Villa Soberón. I celebri frequentatori del Floridita furono comunque moltissimi, come Spencer Tracy, Gary Cooper e Jean-Paul Sartre.

## Caratteristiche
L'arredamento è in stile Regency e in generale all'interno sono preservate le atmosfere degli anni quaranta e cinquanta, con i baristi che indossano caratteristiche divise bianche con giacca e papillon rosso.